# Fürchte dich nicht, ich bin bei dir

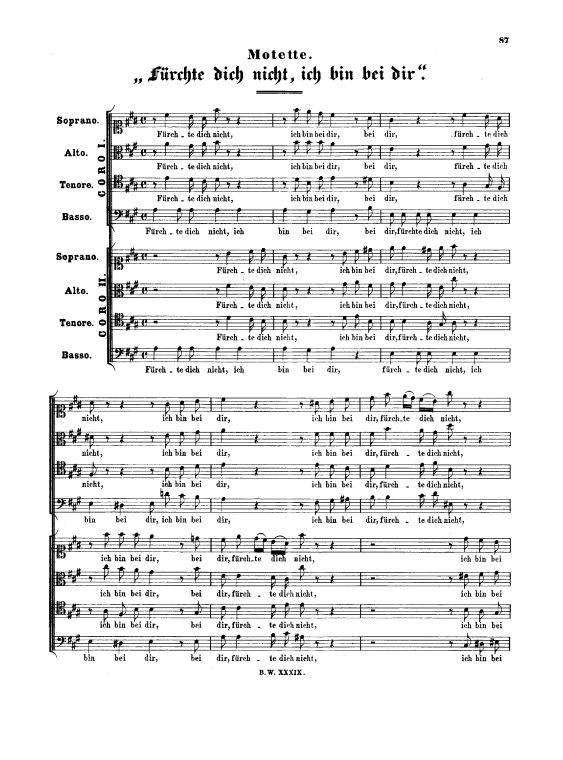
Первая страница мотета

Fürchte dich nicht, ich bin bei dir (Не бойся, ибо Я с тобою, BWV 228) — мотет Иоганна Себастьяна Баха. Он был написан в Лейпциге в 1726 году. Первое исполнение на публике произошло до 1731–1732гг. Текст мотета взят из Книги пророка Исайи 41:10 и 43:1, и гимна за авторством Пауля Герхардта.